# Ivan Ratkić
Ivan Ratkić, född 22 februari 1986 i Zagreb i Kroatien, är en kroatisk alpin skidåkare. Ratkić har deltagit i de Olympiska vinterspelen 2006 i Turin och i de Olympiska vinterspelen 2010 i Vancouver. 